# Pat Doherty
Pat Doherty, född 18 juli 1945 i Glasgow, är en republikansk politiker i Nordirland.  Han är ledamot av det brittiska underhuset för valkretsen West Tyrone sedan 2001 och ledamot av Nordirlands regionala parlament sedan 1998. Han har tidigare kandiderat till det irländska parlamentet och till Europaparlamentet. Han är vice ordförande för Sinn Féin sedan 1988 och har ingått i partistyrelsen sedan 1979. Han anses ha ingått i IRA:s ledning under en lång period.